# Electragapetus scitulus
Electragapetus scitulus är en nattsländeart som beskrevs av Georg Ulmer 1912. Electragapetus scitulus ingår i släktet Electragapetus och familjen stenhusnattsländor. Inga underarter finns listade i Catalogue of Life.